# Pedethma sinuatipenis
Pedethma sinuatipenis es una especie de insecto coleóptero de la familia Chrysomelidae. Fue descrita científicamente en 2000 por Lingafelter & Konstantinov.